# Buthacus agarwali
Espèce
Buthacus agarwali est une espèce de scorpions de la famille des Buthidae.

## Distribution
Cette espèce est endémique du Rajasthan en Inde. Elle se rencontre dans le district de Jaisalmer dans le désert du Thar.

## Description
Le mâle holotype mesure 36,53 mm et la femelle paratype 30,49 mm.

## Étymologie
Cette espèce est nommée en l'honneur d'Ishan Agarwal.

## Publication originale
- Zambre & Lourenço, 2010 : « A new species of Buthacus Birula, 1908 (Scorpiones, Buthidae) from India. » Boletín de la Sociedad Entomológica Aragonesa, no 46, p. 115-119 (texte intégral).